# Vasili Krîlov
Vasili Krîlov (în rusă Василий Николаевич Крылов, Vasili Nicolaevici Krîlov; n. 2 ianuarie 1947 – d. 17 februarie 2018) a fost un biolog rus, doctor habilitat în științe biologice, distins profesor al Universității de Stat din Nijni Novgorod, cu un h-index de 2. În 2007 primește și titlul de om de știință emerit.
A absolvit Universitatea de Stat din Nijni Novgorod în 1970. 
A fost autor a peste 280 de lucrări științifice.